# Anatoli Todorow
Anatoli Todorow (ur. 24 kwietnia 1985 w Łoweczu) – bułgarski piłkarz występujący na pozycji napastnika lub pomocnika. W swojej karierze rozegrał 105 meczów i strzelił 8 bramek w bułgarskiej najwyższej klasy rozgrywkowej. Jest srebrnym medalistą (2002) i dwukrotnym brązowym (2003 i 2006) tych rozgrywek, a także zdobywcą Pucharu Bułgarii z 2006 roku.